# ポンティフィシア・コミージャス大学

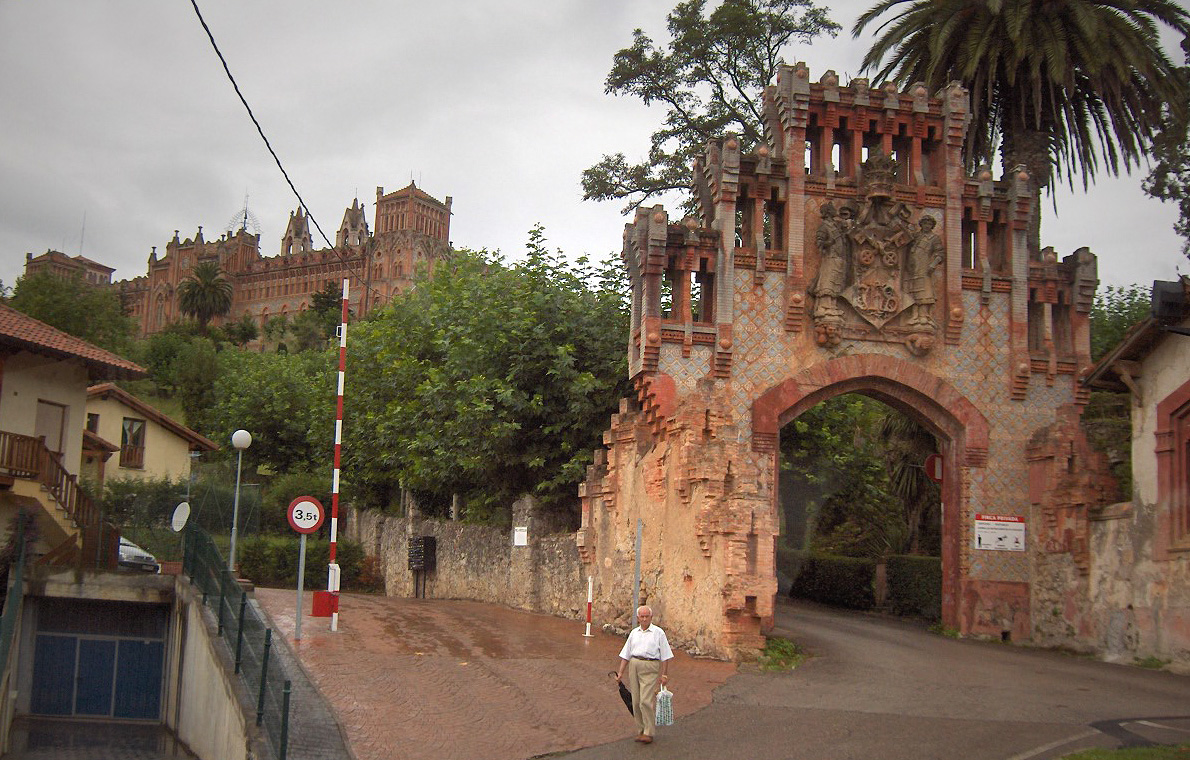
旧キャンパスの入口

ポンティフィシア・コミージャス大学（スペイン語: Universidad Pontificia Comillas）は、スペイン・マドリードにある私立大学。イエズス会によって運営されるカトリック大学（教皇庁立大学）である。

## 歴史
1890年、カンタブリア地方のコミージャスという街において、ローマ教皇レオ13世が聖パドヴァのアントニオ神学校を設立した。設立された当時、神学校の運営はイエズス会に委託されていた。1904年、ローマ教皇ピウス10世が神学と哲学と教会法学の学位を授与することを認め、聖パドヴァのアントニオ神学校は教皇庁立大学に昇格した。
1969年には首都マドリードに移転し、留学生なども含むより広範囲の学生が入学することが認められた。1978年にはマドリードにあった高等教育機関であるICAI-ICADE（それぞれ1908年と1956年に設立）がポンティフィシア・コミージャス大学に統合された。ICAIは工学校、ICADEは法学校と経営学・経済学校となっている。

## 学部・学校
- 神学部
- 教会法学部
- 人文学・社会学部
- ICAI工学校
- ICADE経営学・経済学校
- ICADE法学校
- 聖フアン看護学・理学療法学校

Study and research centres and institutes have been created (Institute for Research in Technology, Institute for Liberalism, Krausism and Freemasonry Research, Graduate Studies Institute, Institute for Educational Science, Institute for Migration Research, Faith and Secularism Institute, Law Innovation Center, Modern Language Institute, University Institute on the Family).

## 出身者
- エンリケ・バロン・クレスポ(1944-) - 政治家・弁護士。欧州議会議長。
- ディエゴ・ロペス・ガリード（英語版）(1947-) - 政治家・大学教員。
- ホセ・ボノ（英語版）(1950-) - 政治家。カスティーリャ＝ラ・マンチャ州首相。スペイン下院議長。国防大臣。
- ファティマ・バニェス（英語版）(1967-) - 政治家・経済学者。雇用・社会保障大臣。
- パブロ・ルス（英語版）(1975-) - 裁判官。

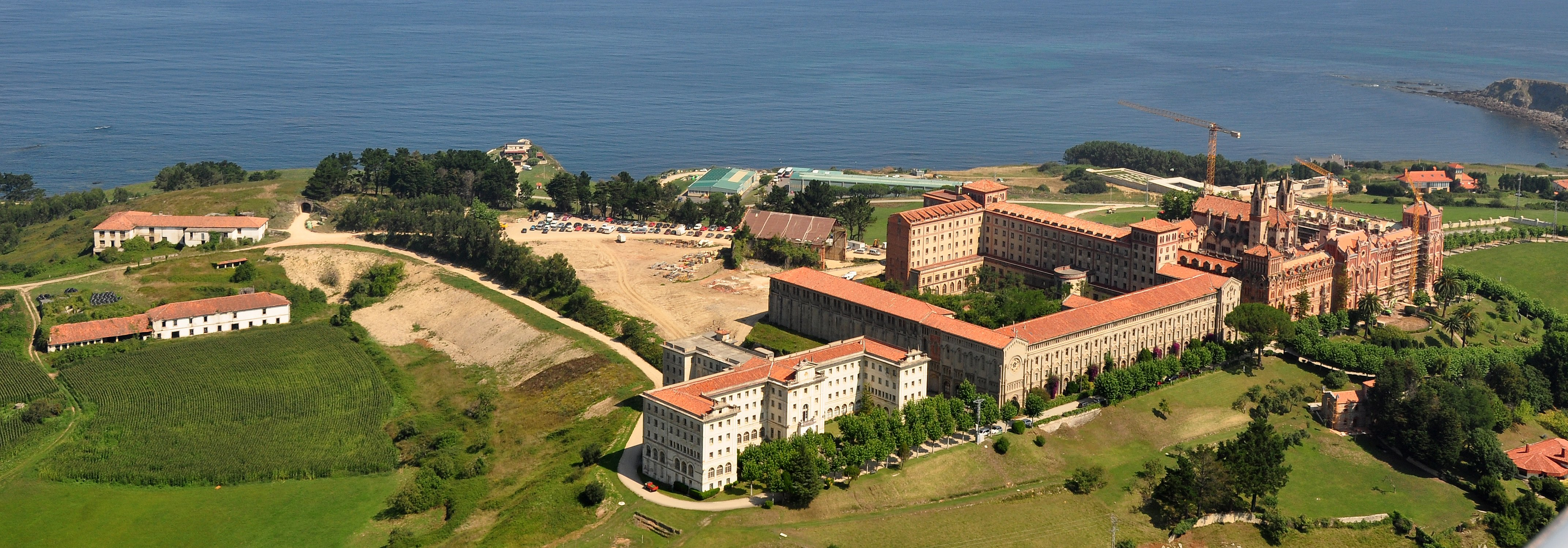
コミージャスにあった旧キャンパス